# Větrolam

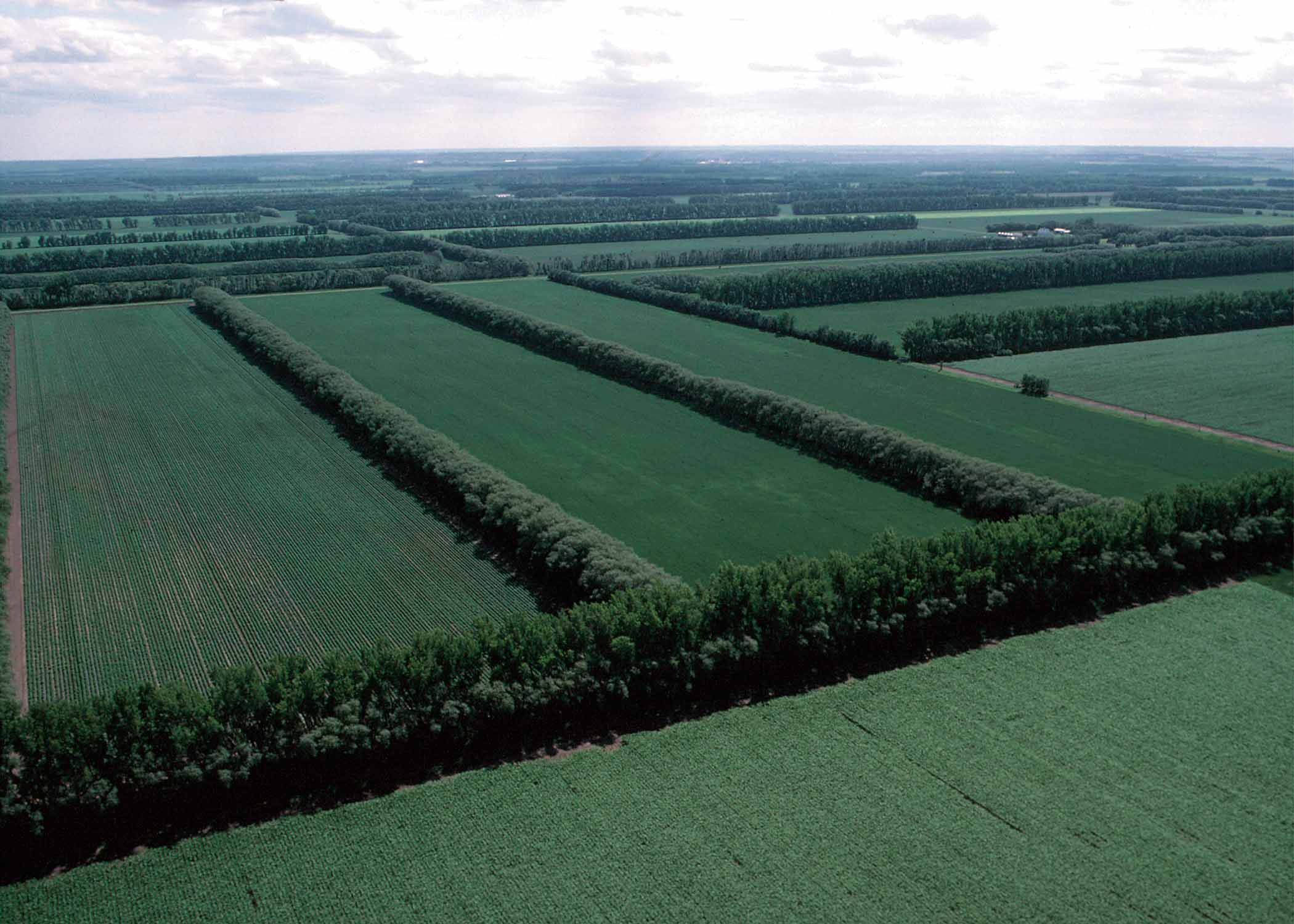
Větrolamy v Severní Dakotě

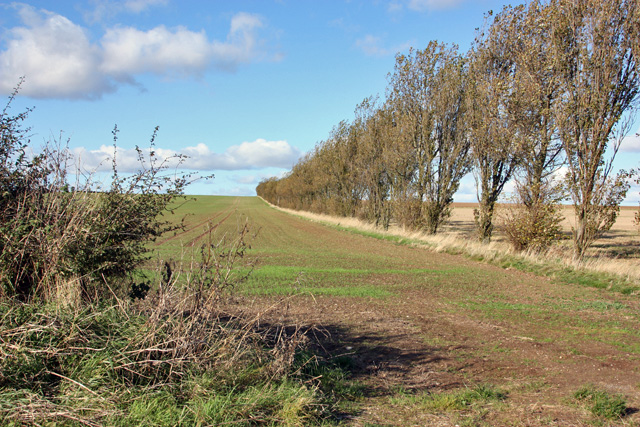
Větrolamy bývají často vytvořeny z topolů.

Větrolam je výsadba dřevin z jednoho nebo více řádků dřevin vysazených s cílem poskytnout kryt proti větru a ochránit půdu před erozí. Větrolamy jsou obvykle vysazeny kolem okrajů polí na farmách. Jsou-li navrženy správně, mohou větrolamy kolem domů snížit náklady na vytápění a ušetřit energii. Větrolamy jsou vysazovány tak, aby pomohly proti závějím na pozemních komunikacích. Větrolamy mohou poskytovat prostředí pro volně žijící zvířata. Větrolamy jsou obvykle vysazovány především v ploché krajině.